# 津本陽日
津本 陽日（つもと はるひ、3月31日 - ）は、日本の舞台女優、声優。身長151cm。
以前は九プロダクション、ぷろだくしょん★A組、劇団ヘロヘロQカムパニーに所属していた。

## 出演作品

### テレビアニメ
- 犬夜叉（2000年、蹴鞠の人々）
- 超GALS!寿蘭（2001年、ギャル）
- 破邪巨星Gダンガイオー（2001年、ジャネット）
- 名探偵コナン（2004年、アナウンサー）

### 吹き替え
- 草ぶきの学校（ワン先生）
- GO!GO!ジェット（ママ）
- ダーマ&グレッグ
- 犯罪心理鑑定人（チャイルズ）
- フレンズ（女性販売員）
- ラベンダー
- 霊能者アザーズ（看護婦）
- 私はケイトリン（アナウンス）

### ドラマCD
- エグゼクティブ・ボーイ〜禁断の果実〜（篠宮郁美）

### 舞台
- 八つ墓村（小竹）

### その他
- 贋作・アニメ店長（並日益代）